# Dawud Paixà Mamluk
Dawud Pasha Mamluk (1767-1851/1852) fou un mameluc, darrer governador autònom de l'Iraq otomà a Bagdad.
Era un esclau d'origen georgià comprat a Bagdad per Sulayman Pasha el Gran i es va casar amb la seva filla. La seva personalitat era atractiva, i era un home pietós, cosa que el va ajudar en la seva carrera sent secretari, tresorer, daftardar i kahya.
El 1817 va aconseguir el nomenament com a Pasha a Bagdad després de fer assassinar al seu predecessor Said Pasha. Va adoptar una política vigorosa contra les tribus, va reprimir als turbulents yazidis i als anaza de les regions semidesèrtiques, i va fer regnar l'ordre. Va controlar als prínceps kurds i va rebutjar un atac persa el 1823. Va llicenciar als geníssers i va aixecar un exèrcit de nou tipus, i va permetre algunes innovacions copiades dels europeus a l'exèrcit i el comerç. Va fer construir diversos edificis públics.
Una inundació catastròfica seguida d'una epidèmia de pesta van permetre a la Porta acabar amb el seu govern i posar el territori sota administració d'un wali de designació directe (1831). Fou arrestat i empresonat però la seva captivitat fou molt suau i aviat alliberat i encarregat d'alguna missió a l'estranger.
El 1845 el sultà el va nomenar guardià dels llocs sants de Medina. Va morir el 1851/1852.